# Paul Kenis
Paul Kenis, (Bocholt, 11 juli 1885 - Etterbeek, 28 juli 1934) was een Vlaams schrijver, journalist en ambtenaar.

## Levensloop
Kenis woonde vanaf zijn 12e jaar in Gent en hoewel hij later verhuisde keerde hij gedurende zijn leven veelvuldig naar Gent terug. 
Hij volgde een opleiding aan het Koninklijke Atheneum, waar voor het eerst werk van zijn hand werd gepubliceerd in het tijdschrift De goedendag. Hij studeerde Letteren en Wijsbegeerte aan de Universiteit Gent en publiceerde in die tijd in de almanak van zijn studentengenootschap. Ook was hij met Gust van Hecke en André de Ridder redacteur van het kortstondige tijdschrift De Boomgaard (1909-1911). 
Hij verbleef enige tijd in Parijs, waar hij een tamelijk vrij leven leidde en in de Parijse bohèmekringen verkeerde. Deze periode inspireerde zijn eerste roman, die de titel Een ondergang in Parijs kreeg en in 1914 verscheen. Die roman zou het begin worden van een uitgebreid oeuvre, gebaseerd op zeer uiteenlopende thema's: van jeugdherinneringen tot historische onderwerpen, erotiek en de liefde. Die diversiteit uitte zich ook in de vorm van zijn werk: Kenis publiceerde zowel romans als verhalen, (semi)-biografieën en gedichten. Hij vertaalde Chants de Maldoror van Lautréamont en werk van Novalis. In 1930 verscheen van zijn hand bovendien het overzichtswerk Een overzicht van de Vlaamsche letterkunde na Van Nu en Straks.
Vanaf 1913, na zijn terugkeer uit Parijs, was Paul Kenis werkzaam als rijksambtenaar. Ook was hij actief als redacteur van de tijdschriften De boomgaard en Het Roode Zeil. Kenis leverde bijdragen aan andere tijdschriften, waaronder Elsevier en Groot Nederland en was secretaris van de Vereniging van Vlaamse Letterkundigen.
In 1944, na zijn dood, werd de compilatie Historische verhalen uitgebracht.

## Belangrijkste werken
- De roman van een jeugd. Een ondergang in Parijs (1914)
- De wonderbare avonturen van Cies Slameur (1919)
- De kleine mademoiselle Cérisette (1921)
- Fêtes galantes (1924)
- De lokkende wereld (1927)
- Uit het dagboek van Lieven de Myttenaere, lakenkooper te Gent (1927)
- Het leven van meester François Villon (1928)
- De apostelen van het nieuwe rijk (1930)
- Een overzicht van de Vlaamsche letterkunde na Van Nu en Straks (1930)
- Het leven van E. Anseele (1930)
- Historische verhalen (1944)